# 大内宿

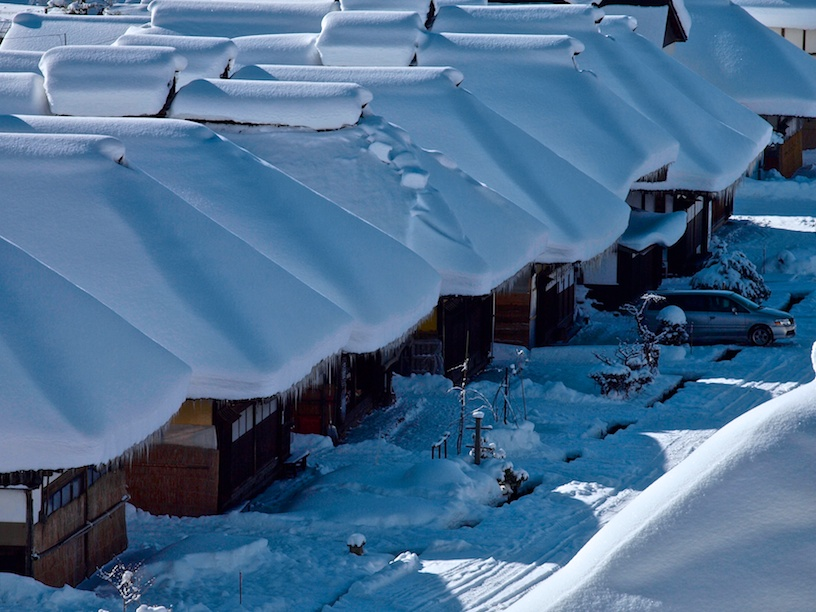
雪の大内宿（2010年12月）

大内宿（おおうちじゅく）は、福島県南会津郡下郷町大字大内にある、江戸時代における会津西街道（別称：下野街道）の「半農半宿」の宿場の呼称。明治期の鉄道開通に伴って宿場としての地位を失ったが、茅葺屋根の民家が街道沿いに建ち並ぶ同集落の通称、あるいは観光地名として現在も受け継がれている。1981年（昭和56年）に重要伝統的建造物群保存地区として選定され、福島県を代表する観光地の1つとなっている（一部に宿泊施設復活）。
なお、当地の方言である会津弁で大内は「おおち」（歴史的仮名遣い：おほち/あふち）と発音・表記されるため、標準語・共通語の「おおうち」との対立がある。

## 概要
南会津の山中にあり、全長約450mの往還（Google マップ）の両側に、道に妻を向けた寄棟造の民家が建ち並ぶ。江戸時代には会津西街道（別称：下野街道）の「半農半宿」の宿場であったが、現在でもその雰囲気をよく残し、田園の中の旧街道沿いに茅葺き民家の街割りが整然と並ぶ。
大内宿本陣跡には、下郷町町並み展示館がある（北緯37度20分2.5秒 東経139度51分38.8秒 / 北緯37.334028度 東経139.860778度）。民宿や土産物屋、蕎麦屋などが多数立ち並ぶ。特に蕎麦に関しては、高遠そばの名で知られており、箸の代わりにネギを用いて蕎麦を食べる風習がある。

## 地理

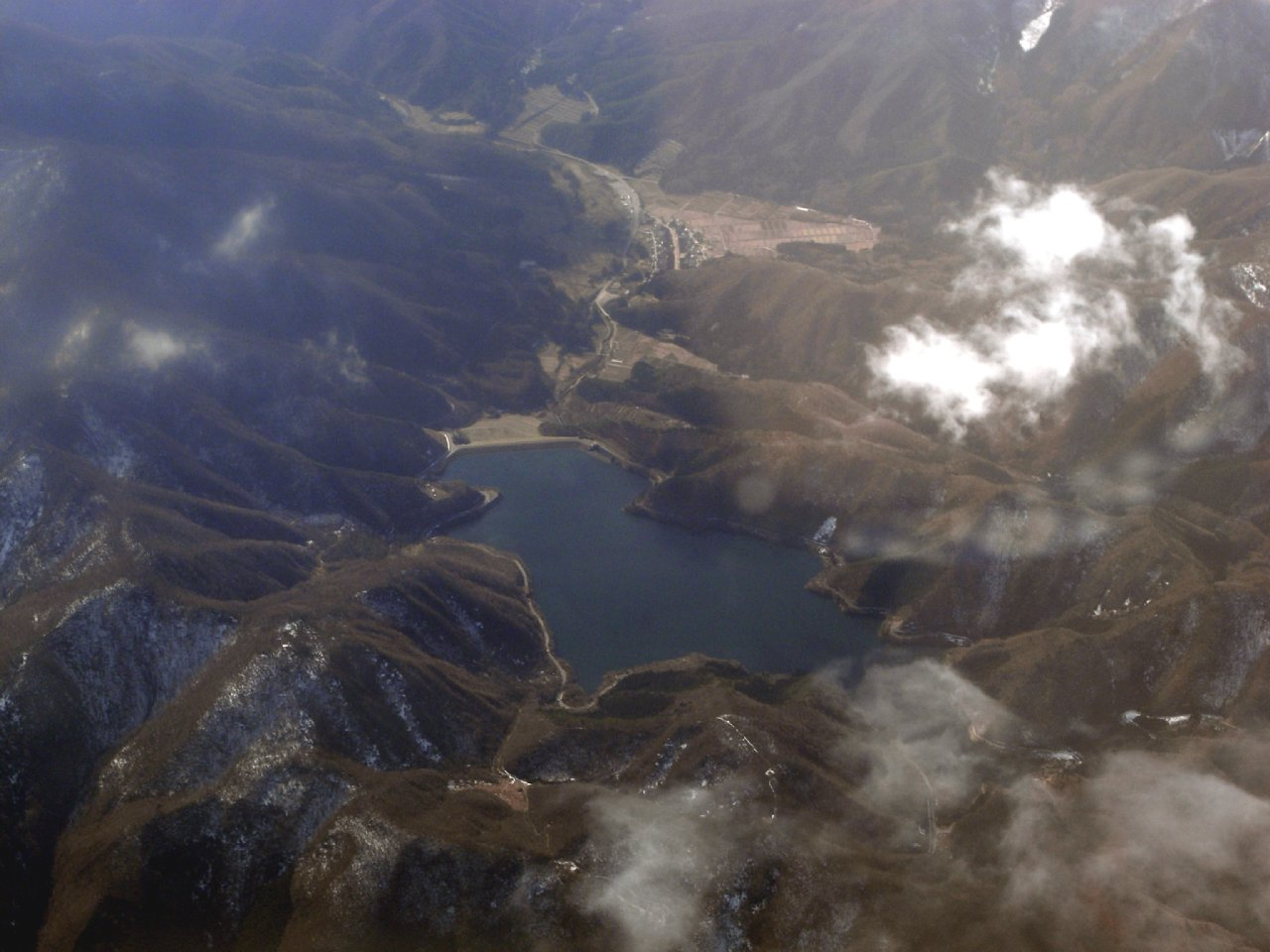
北から南に向かって撮った大内宿周辺の空撮（2007年12月）
写真中央に大内ダム、写真中央上方（南）の盆地に大内宿が見える。
会津西街道は概ね写真中央を上下（南北）に通っていた。大内峠は写真中央下。

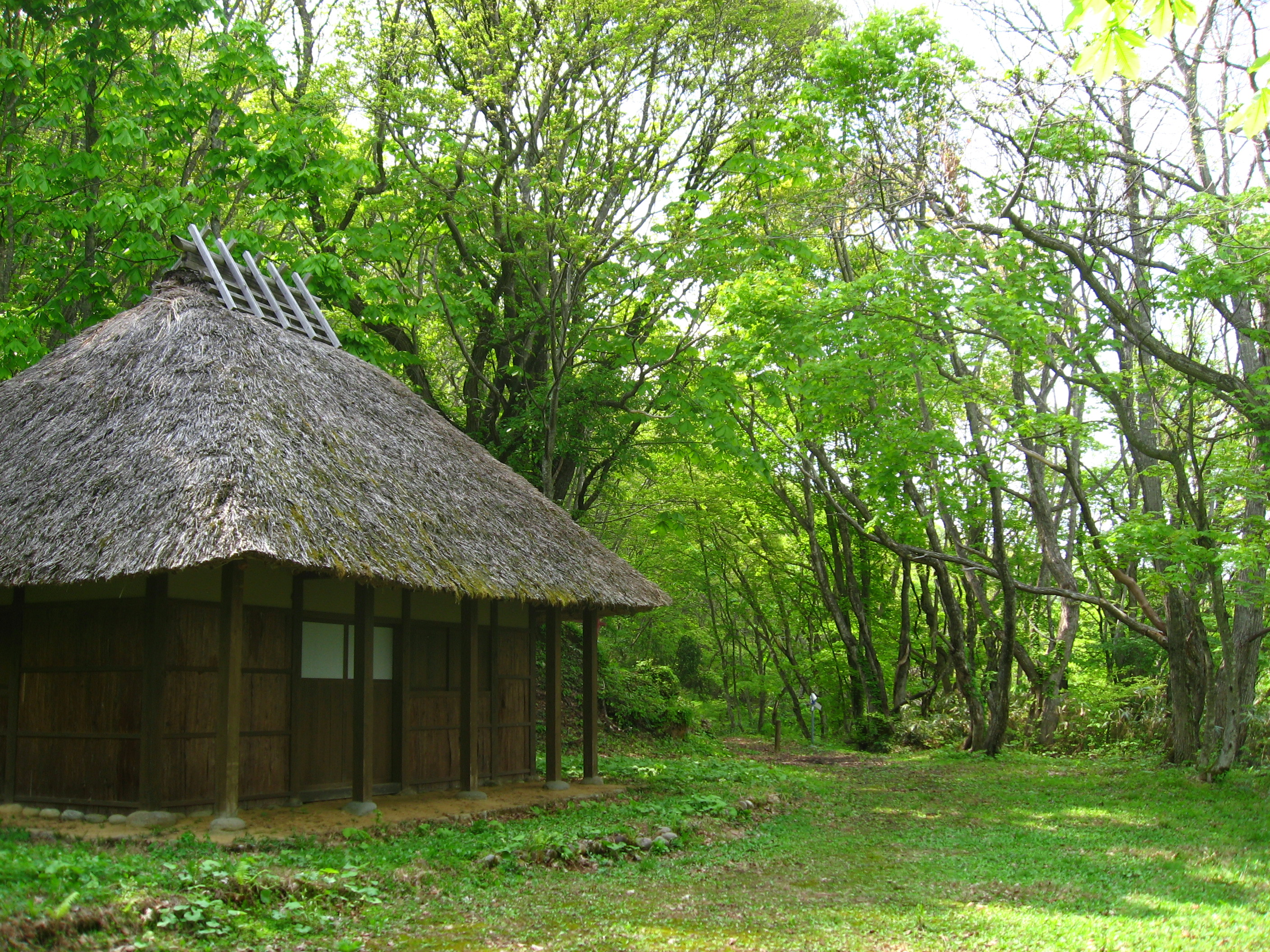
大内峠と復元された峠の茶屋（2008年5月）。茶屋は明治初期まで存在した。

奥羽山脈山中の、1000m級の山々に囲まれた標高658m前後にある小規模な盆地の東端にあり、その東側の崖下には小野川（阿賀野川水系。新潟市で日本海に流れ出る）が南流している。
日本海側気候に属し、夏はフェーン現象で暑くなり、冬は豪雪となる。
旧宿場区域と高倉神社周辺の11.3haが重要伝統的建造物群保存地区として選定されており、同地区および福島県道131号下郷会津本郷線との接続道周辺などを除く、他の盆地内の平地は農業振興地域に指定されている。
周辺の主な山
- 六石山（三等三角点「六石山」。標高1019.09m。北緯37度21分34.4088秒 東経139度52分33.7688秒）
- 烏帽子岳（三等三角点「烏帽子山」。標高1095.41m。北緯37度20分49.3865秒 東経139度50分18.3028秒）
- 小野岳（二等三角点「小野岳」。標高1383.51）
- 桧和田峠（北緯37度20分18.4秒 東経139度49分54.9秒）

## 歴史

### 「半農半宿」期

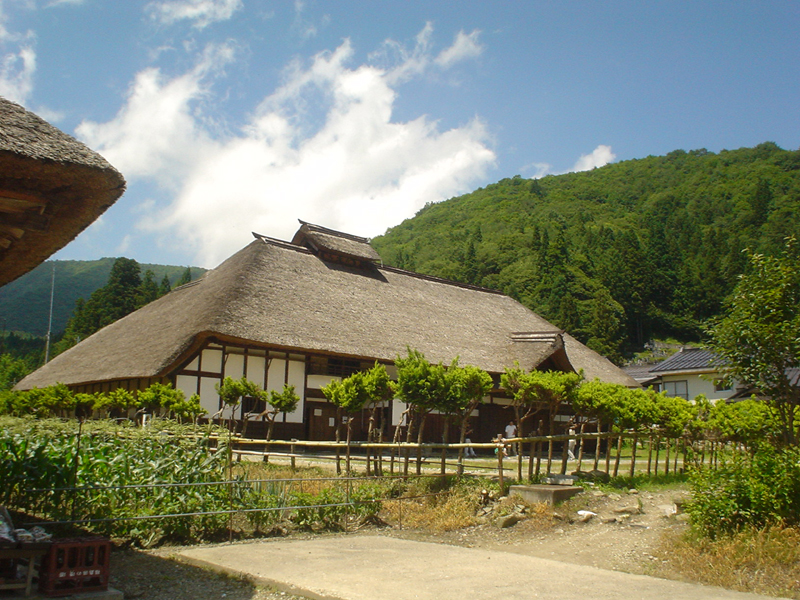
復元された本陣。下郷町町並み展示館として利用されている（2006年7月）

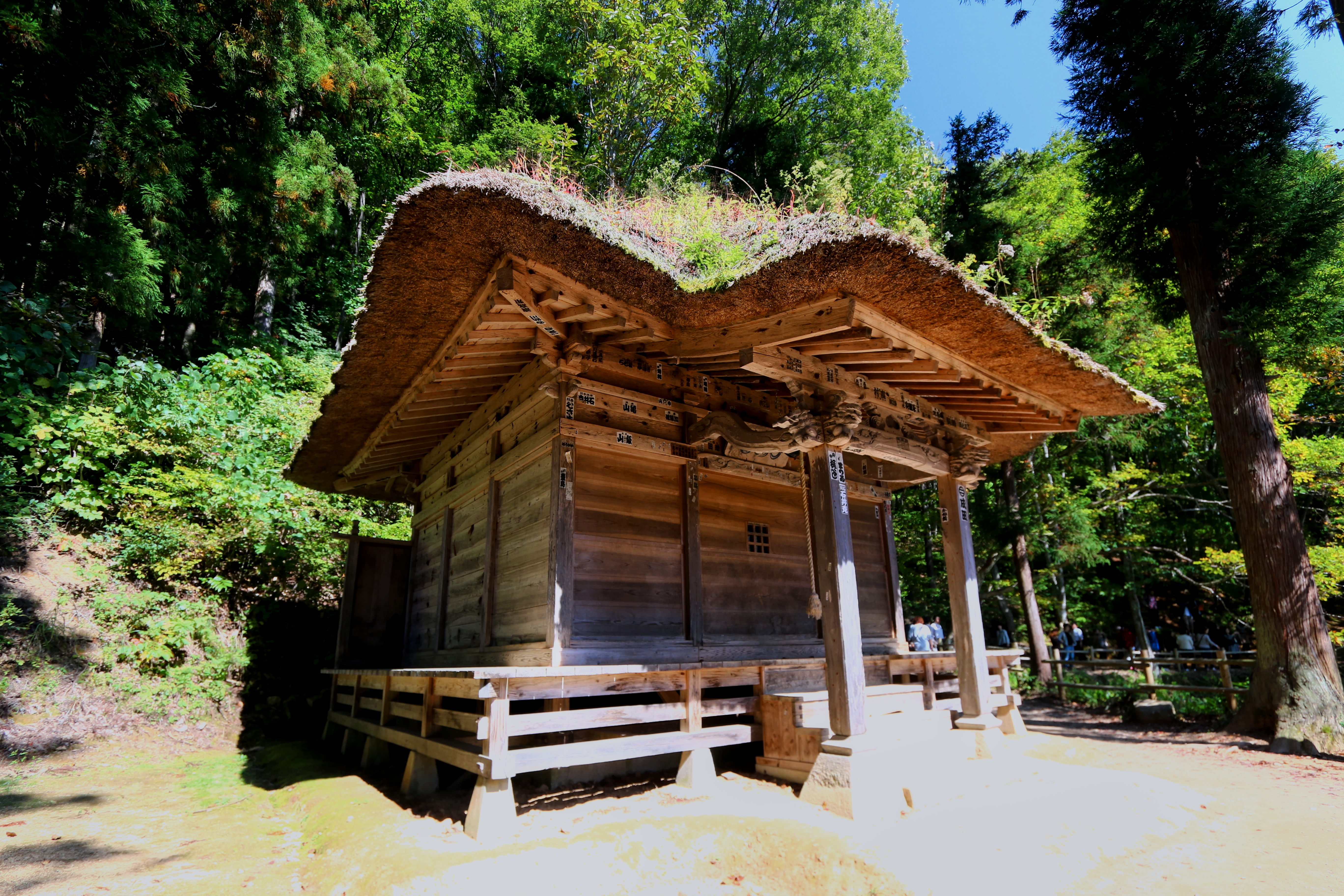
子安観音堂（2014年10月）。江戸時代創建か。

江戸時代に会津西街道（別名：下野街道、南山通り）の宿場として、寛永20年（1643年）頃に開かれ、盆地内を北北東から南南西に貫く街道に沿って整然とした屋敷割の街並みが形作られた。同街道は、会津藩・若松城（会津若松市追手町。北緯37度29分15.8秒 東経139度55分47.2秒）を出ると、福永宿（会津美里町氷玉福永。北緯37度25分35.9秒 東経139度52分47.8秒）、関山宿（会津美里町氷玉関山。北緯37度24分41秒 東経139度52分27秒）を経て山岳地に入り、氷玉峠（北緯37度21分52.8秒 東経139度52分42.5秒 / 北緯37.364667度 東経139.878472度）および大内峠（北緯37度21分25.9秒 東経139度52分48.8秒 / 北緯37.357194度 東経139.880222度）を越えて大内宿に入った。大内宿からは中山峠（北緯37度17分2.6秒 東経139度50分53.3秒 / 北緯37.284056度 東経139.848139度）を越えて倉谷宿（北緯37度16分11秒 東経139度50分45.6秒）に入り、日光街道・今市宿（栃木県日光市今市。北緯36度43分31.3秒 東経139度41分5.7秒）へと至った。若松城から江戸までは61里、5泊6日ほどの旅程であるが、若松から5里の距離にある大内宿には本陣や脇本陣が設置され、会津藩の参勤交代や迴米の集散地として重要な駅となった。
延宝8年（1680年）、江戸幕府が参勤交代の脇街道通行を厳しく取り締まるようになったため、正保元年（1644年）から同年まで計21回あった大内宿を通る会津藩の参勤交代は途絶え、白河藩・白河城下町経由の白河街道にシフトした。すると、会津西街道は中附駑者（なかづけどじゃ）と呼ばれる流通業者が主に使用する街道となったが、3年後の天和3年9月1日（1683年10月20日）の日光地震によって戸板山（現・葛老山。北緯36度55分16.8秒 東経139度40分31.6秒）が一部崩壊し、五十里宿（いかりじゅく）および周辺の街道が堰止湖に水没（五十里ダム参照）。会津藩は会津西街道の機能不全を回復しようとしたが、代替路として新規開通した会津中街道に物流はシフトしてしまった。40年後の享保8年（1723年9月9日）、大雨によって堰止湖が決壊すると会津西街道は復旧したが、すでに定着した代替路や新たな脇街道との間で物流の競争を余儀なくされた。そのため大内宿は、純粋な宿場町ではなく「半農半宿」の様相であったと考えられている。
慶応4年/明治元年（1868年）の会津戦争（戊辰戦争）で大内村も戦場となったが、宿場は戦禍を逃れた。明治4年7月14日（1871年8月29日）の廃藩置県で若松県下となったが、1876年（明治9年）8月21日に同県が福島県と合併したため、大内村は福島県下になった。なお、1878年（明治11年）にイザベラ・バードが大内宿の美濃屋に宿泊しているが、一行が会津若松方面に向かう際には会津西街道沿いの大内峠を選択せず、市野峠を越える道を選んでいる。なお当地では、幕末から出稼ぎが始まったようである。

### 「純農村」期

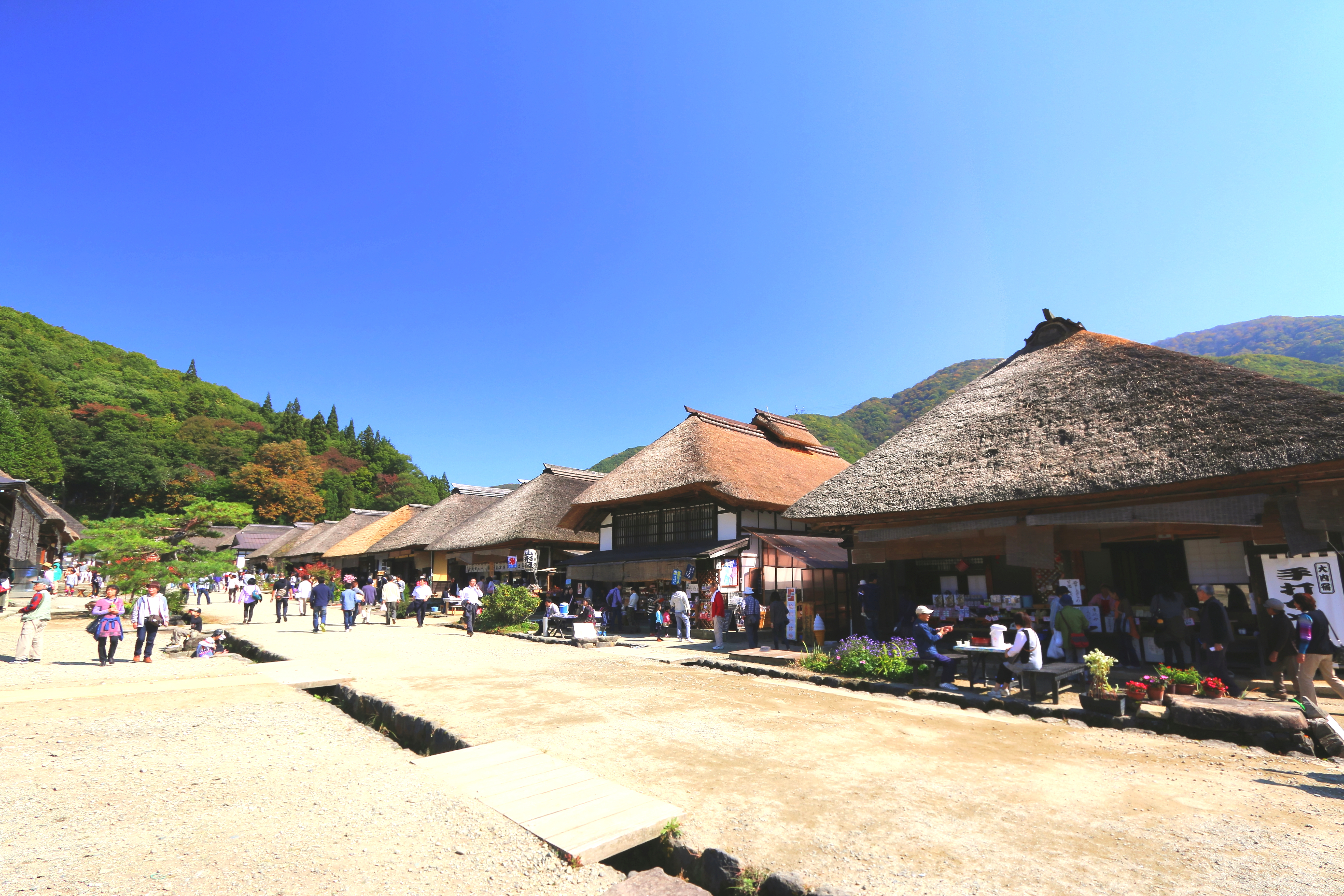
街道の中央から両脇に付け替えられた水路（2014年10月）

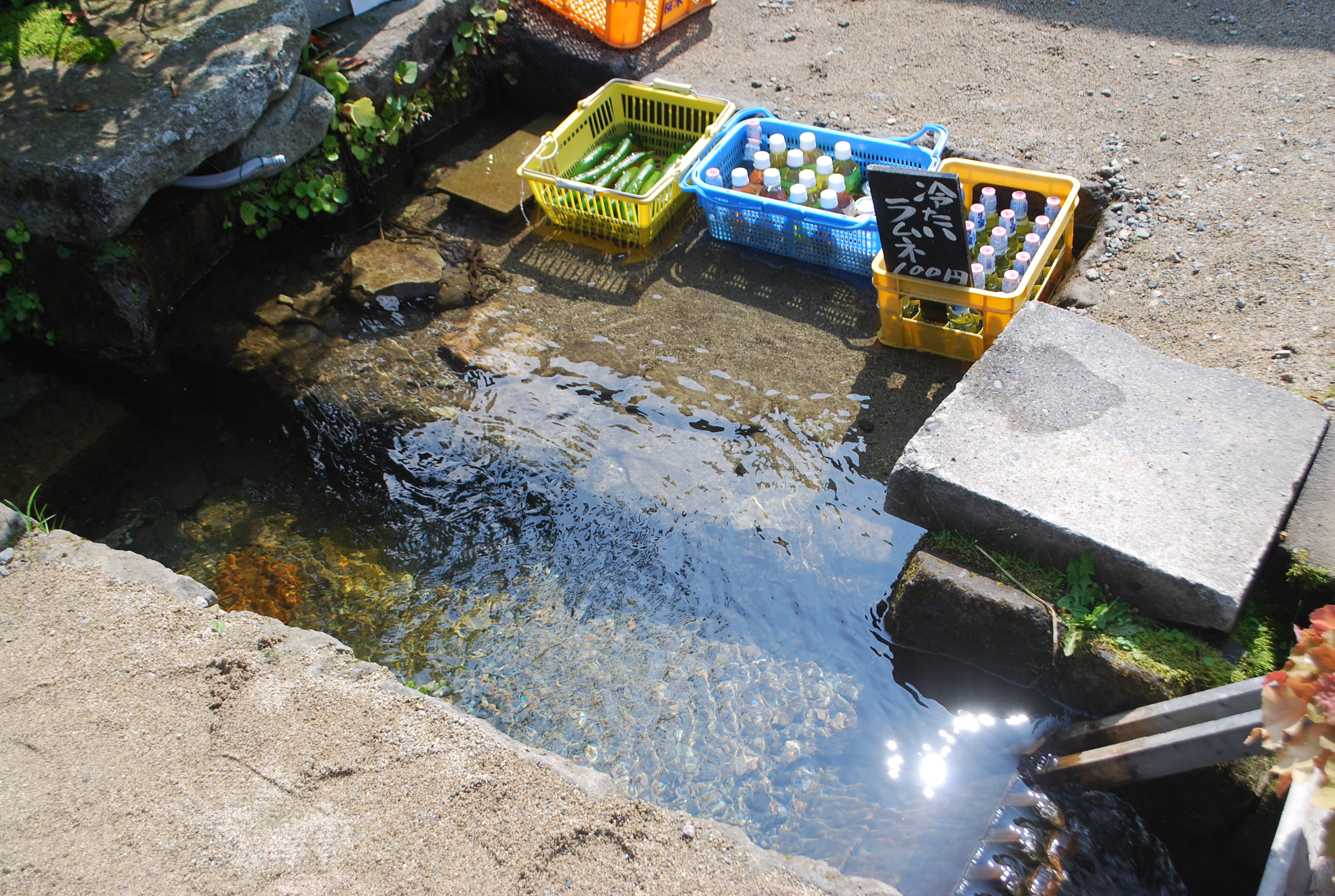
水路の使用例（2013年7月）

1882年（明治15年）に福島県令となった三島通庸による会津三方道路の工事により、1884年（明治17年）には会津西街道が当地の東の小野岳を越えた大川（阿賀野川水系阿賀川の別名）沿いに付け替えとなって日光街道と改称した。新街道から外れた大内宿では、1886年（明治19年）に宿場内の旧街道中央を流れていた用水路を2つに分けて両側に移し、街道の道幅を広げたりしたものの、賑わいは次第に失われていった。
1889年（明治22年）4月1日、町村制施行に伴って大内村は周辺の村と合併し、楢原村となった。日本鉄道（現・JR東北本線）と接続する岩越鉄道（現・JR磐越西線）が1899年（明治32年）に若松駅（現・会津若松駅）まで開通すると、会津と関東との間の物流は南会津を通らなくなり、さらに1927年（昭和2年）より大川沿いに順次延伸開業していった会津線によって、大内宿の宿駅としての地位は完全に失われた。

### 近代化
1946年（昭和21年）11月20日、楢原村は町制施行して楢原町となるが、この年に当地にも電気が引かれ、ランプから電灯での生活に変化した。1955年（昭和30年）4月1日には楢原町・旭田村・江川村が合併して下郷町が成立。日本で高度経済成長が始まると、当地にも昭和30年代半ばにはテレビや耕運機を手に入れる世帯が見られ、昭和40年代になると簡易水道が引かれて近代化の波が押し寄せ始めた。

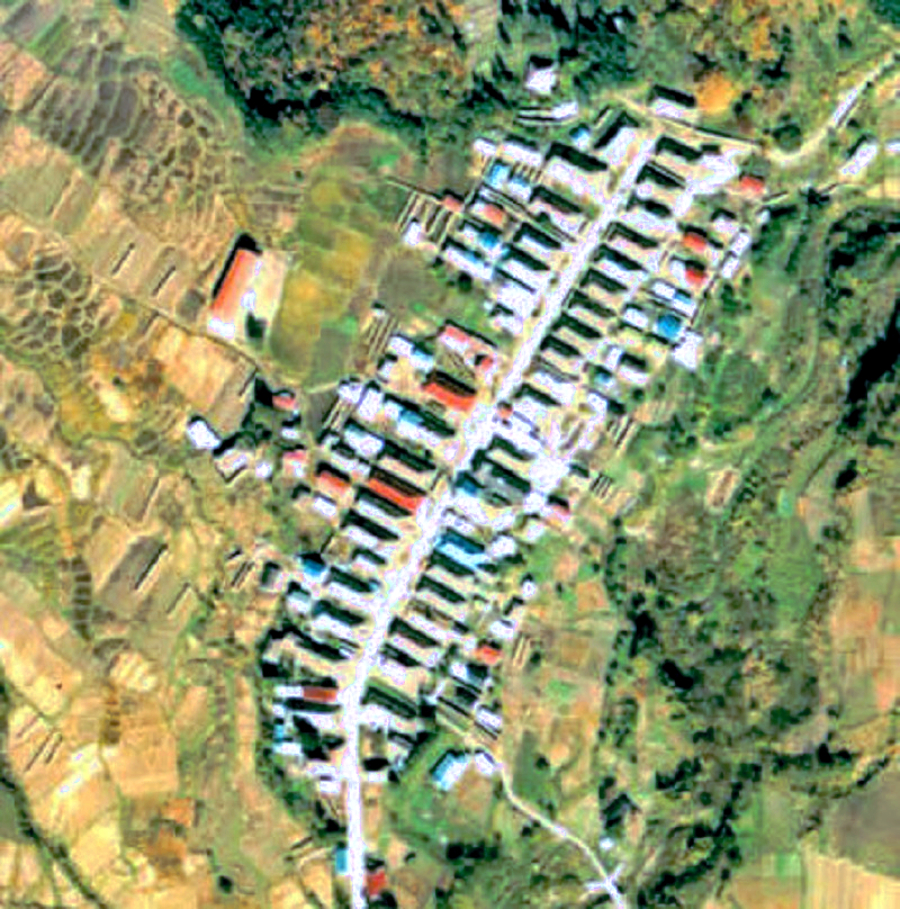
近代化によって、旧街道沿いの民家に赤や青のトタン屋根が目立つようになった。
県道下郷会津本郷線大内工区は未着工。周辺農地も圃場整備実施前。
（1976年度（昭和51年度）撮影の）

昭和40年代初頭から外部の研究者らが当地の生活調査や建築物調査などで盛んに来訪するようになると、当地の旧宿場の街並みが再評価され、また、その街並みは住民の生活習慣や互助組織（結・講）に支えられていることが判明した。その一方、当地は近代化から取り残されて昔のままの生活が営まれているとも評価され、外部の研究者らが街並みの保存活動を始めた。1969年（昭和44年）6月26日の朝日新聞記事で当地が紹介されたことに端を発し、連日のようにマスメディア・研究者・観光客が当地に詰め掛け、1970年（昭和45年）放送のNHK大河ドラマ『樅ノ木は残った』のロケーション撮影も行われて注目を浴び、同年、外部の研究者らが下郷町や文化庁に旧宿場の保存を訴えた。このとき一部のマスメディアが、超高層ビルも建ち始めた都市部と比較して、当地が貧乏であるから茅葺屋根の家に住んでいる等と報道したため、住民は茅葺屋根の家に住むのをためらうようになり、住民による保存活動は盛り上がらなかった。
当地の近くで、1971年（昭和46年）より大川ダム、1974年（昭和49年）より大内ダムの建設が始まると、住民はダムの補償金や建設工事の従業収入を得た。また、農業などの第一次産業中心の生活から、通勤して第二次産業・第三次産業で現金収入を得る暮らしへと転換するようになった。1975年（昭和50年）の文化財保護法改正によって重要伝統的建造物群保存地区制度が導入されたため、福島県は大内地区に保存地区選定申請を打診したものの、住民は生活の近代化を望んで拒否し、旧街道は舗装され、新たに得た収入をもとに茅葺屋根をトタン屋根に葺き替えたり、台所・風呂・トイレの近代化をしたり、家屋の増改築をしたりするようになった。

### 観光地化
1970年代の2度のオイルショックを経て日本は安定成長期に入り、一億総中流が定着した。
1980年（昭和55年）7月12日、「下郷町伝統的建造物群保存地区保存条例」が制定。同条例に基づき決定された伝統的建造物群保存地区は1981年（昭和56年）4月18日、国の重要伝統的建造物群保存地区として選定された。旧宿場としては長野県の妻籠宿および奈良井宿に続いて全国で3番目の選定である。同年5月14日には「下郷町伝統的建造物群保存地区保存条例施行規則」も制定された。同年9月、「大内宿保存会」が設立されて住民による町並み保存活動が始まり、「大内宿を守る住民憲章」も制定された。

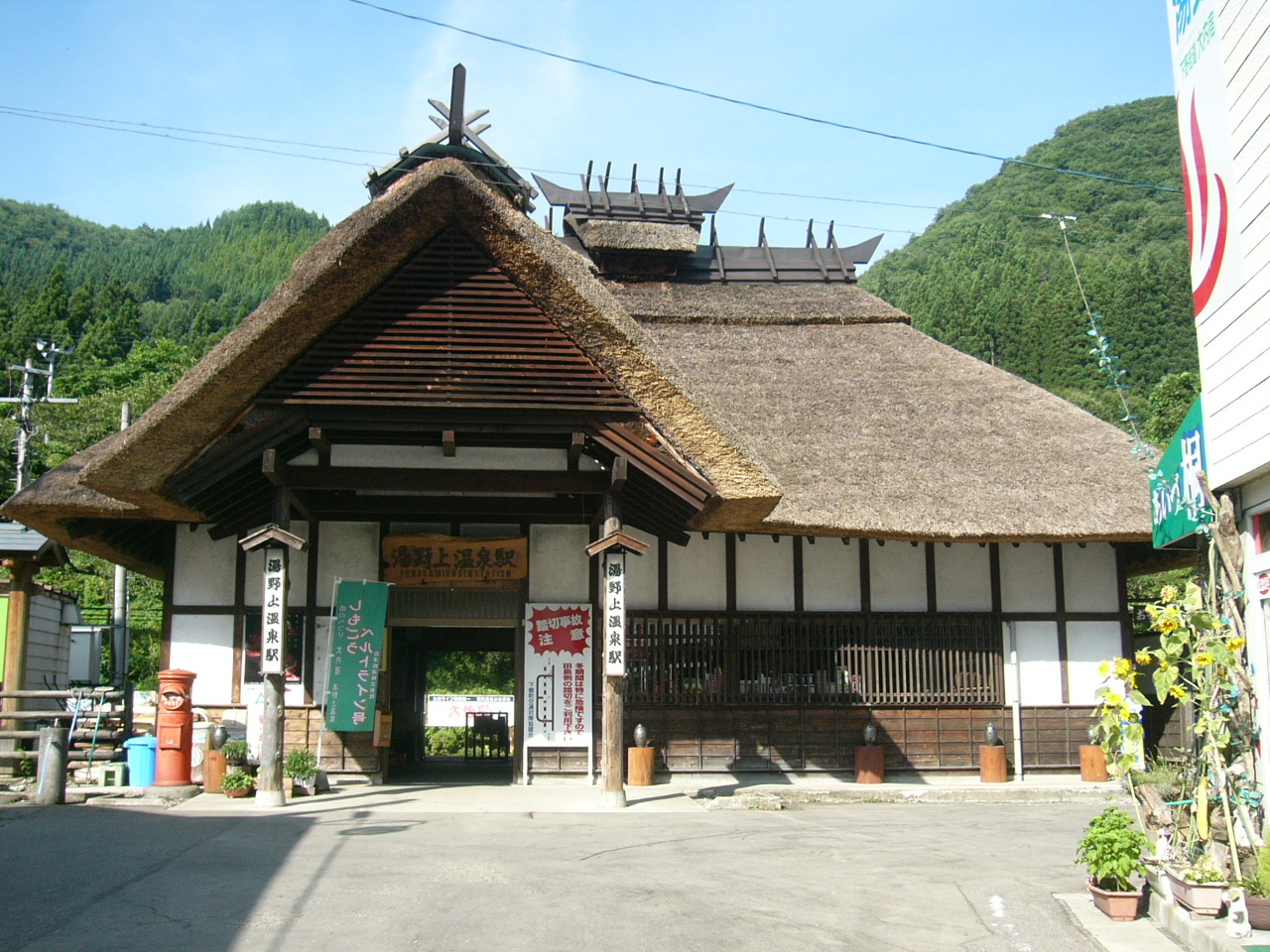
1987年に茅葺屋根の駅舎に建て替えられた湯野上温泉駅（2006年8月撮影）

1984年（昭和59年）9月5日には、旧本陣を復元した建物に「下郷町町並み展示館」（大内宿町並み展示館）が開館した。積雪期に観光客が減少する対策として、1986年（昭和61年）より2月に「大内宿雪まつり」を開催するようになった。大内宿最寄りの会津線・湯野上温泉駅が、国鉄分割民営化に伴って1987年（昭和62年）4月1日に日本国有鉄道から東日本旅客鉄道に、さらに同年7月16日に会津鉄道（第三セクター鉄道）に承継されたが、このとき同駅舎も茅葺屋根に建て替えられ、同年12月19日に完成した。
並行して、1982年（昭和57年）から1988年（昭和63年）にかけて旧宿場に沿って道路の新設が行われ、1989年（平成元年）から翌年にかけて電柱・電話柱・テレビ共同受信柱・地区有線放送柱を新設道路に移設し、「裏配線」により旧街道の無電柱化を実現した。その後、旧街道のアスファルト舗装を撤去して土の道を復元したり、観光駐車場を新設したりして環境整備をした。すると1986年（昭和61年）に建設大臣「手づくり郷土賞」（人と風土が育てた家並）や1992年（平成4年）、第1回「美しい日本のむら景観コンテスト」の文化部門で、農林水産大臣賞を受賞した。1996年（平成8年）には「大内宿の自然用水」として「日本の音風景100選」に選定。1998年（平成10年）には「大内宿結いの会」が結成され、住民による茅葺屋根の復元や葺き替え技術の伝承が開始された。2004年（平成16年）には「美しい日本の歩きたくなるみち500選」、2005年（平成17年）には「手づくり郷土賞」（大賞部門）を受賞し、「知っていそうで知らない日本の文化の発見」として「わたしの旅100選」にも選定された。

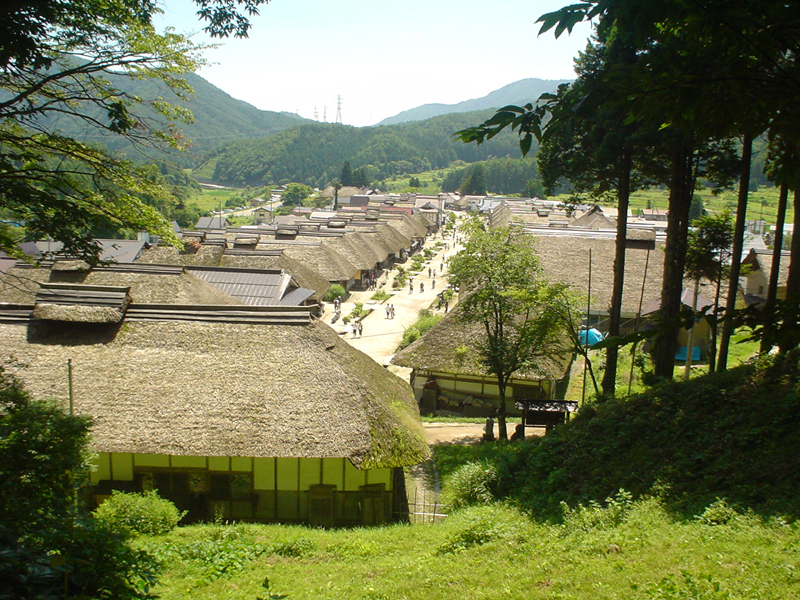
子安観音堂付近から見た大内宿（2006年7月）

観光客数は、1985年（昭和60年）に約2万人であったが、バブル景気が始まると急増し、1990年（平成2年）10月12日に会津鉄道が野岩鉄道会津鬼怒川線および東武鉄道鬼怒川線・日光線・伊勢崎線との直通運転を開始すると、翌1991年（平成3年）には50万人を突破した。その後は年間50万人前後で推移していたが、1997年（平成9年）に磐越自動車道が全線開通すると60万人を超えた。2003年（平成15年）に県道下郷会津本郷線氷玉バイパス（大内宿こぶしライン）が開通し、翌2004年（平成16年）に大きな観光誘客能力があるとされて東北地方で注目されていたNTTドコモ東北のオリジナルCMシリーズの「娘の決意」篇において、雪の当地で宮崎あおいが子供達と雪合戦をするシーンが挿入されると、観光客数は80万人を超えて増加していった。
2005年（平成17年）のあいづデスティネーションキャンペーンにおいてさまざまにPRされると、2006年（平成18年）には90万人、2007年（平成19年）には100万人を突破し、県外からの観光客が90%を占める県内有数の観光地となった。観光客の増加に伴い、周辺道路に渋滞が発生するようになったため、2009年（平成21年）2月23日に「大内宿周辺地域渋滞対策協議会」が設立された。

### 東日本大震災後
2011年（平成23年）3月11日、東北地方太平洋沖地震（東日本大震災）が発生した。当地は、福島第一原子力発電所事故を起こした東京電力福島第一原子力発電所 (1F) から直線距離で100km以上離れている（1Fからの直線距離は概ね宮城県仙台市や茨城県日立市より遠い）。しかし、震災によって会津鉄道では、団体観光客のキャンセルが相次ぎ（同年3月11日から翌2012年3月31日までの予約に対するキャンセル人数は84.9%）、通常の3月からの観光シーズンに増発する列車を取り止めて定期列車のみの運行になり、また、通常なら春の観光シーズンで渋滞する観光駐車場の周辺もガラガラ、観光バスも全く見られなかった（会津鉄道が団体観光客のツアー催行を実施できたのは秋の紅葉シーズン以降）。観光入込客数も2009年度に年間約116万人だったのが、2011年度は約58万人まで半減した。2013年（平成25年）、会津地方が舞台の1つであるNHK大河ドラマ『八重の桜』の放送の影響で、同年度は年間95万人にまで特異的に増加したが、震災後はおしなべて80万人前後で横ばいから微増程度が続いている。

## 観光入込客数
大内宿の観光入込客数の変遷は以下の通り。

## 祭り・イベント
- 半夏祭り - 例年7月2日の半夏生に行われる、高倉神社の祭礼。
  - 江戸時代には、同社が祀っている高倉宮以仁王の命日である（旧暦）5月19日に実施していた[34]。（旧暦）5月19日は概ね梅雨の時期だった[† 4]が、明治6年（1873年）から新暦が採用されると、（新暦）5月19日は農繁期と重なってしまって開催が困難になった[34]。そのため開催日を遅らせて半夏の日に実施することになり、五穀豊穣を祈る「半夏まつり」になった[34]。
- 下郷町大内宿防災会防災訓練 - 例年9月1日（防災の日）に開催される。
  - 地区内28基の放水銃が、空に向かって一斉に放水を行う。
- 大内宿雪祭り - 例年2月の第2土・日に開催される[34]。街道沿いに並ぶ雪灯籠で知られる。
  - 土曜日：日本一の団子さし、具止餅拾い、「郷人」よさこい、三志神楽、ボタ引き競争、きき酒大会、御神火載火・花火大会
  - 日曜日：わらじ履き綱引き大会、大川渓流太鼓演奏、そば喰い競争、時代風俗仮装大会

### かつて開催されていたイベント
- La Festa Mille Miglia - 10月初旬〜中旬の1日のうち数時間。東日本大震災の影響でルート変更され、当地での開催は無くなった。

## 防災
当地は文化財保護法に基く重要伝統的建造物群保存地区として選定されているため、可燃性の茅葺屋根の民家が密集している状態が維持されているが、その分火災の発生危険度は高い。
対策として1991年（平成3年）度から各戸に自動火災報知設備、屋内消火栓、放水銃等が整備されている。
また、消防団、婦人消防隊、大内宿火消組（消防団OB）、下郷町立江川小学校大内分校少年消防クラブなど各年齢層などで自主防災組織が結成され、1993年（平成5年）4月1日には「下郷町大内宿防災会」が発足している。これらは平時の消防訓練の他に、子供たちが花火をしてよいのは8月15日の年に1回に限るなど、自主的な防災活動を行っている。
このような活動が認められ、1999年（平成11年）には、「文化財（大内宿）を守る自主防災活動」が第4回「防災まちづくり大賞」の（財）消防科学総合センター理事長賞を受賞した。

## 周辺観光地
- 大内ダム
- 湯野上温泉
- 芦ノ牧温泉
- 塔のへつり
- 細井家資料館
- 奥会津博物館
- 会津高原

## 交通
- 会津鉄道会津線・湯野上温泉駅より福島県道329号湯野上会津高田線で5.3km（タクシーで11分）。
- 東北自動車道・白河ICより国道289号および国道121号を経由して約50km。
- 磐越自動車道・会津若松ICより国道118号を経由して約35km。
- 路線バス
  - 会津バス：会津田島駅〜会津下郷駅〜湯野上温泉駅〜大内宿入口〜小沼崎・枝松
  - 会津バス・福島交通 ： 4月から11月までの土日祝日、会津若松駅〜大内宿〜新白河駅
- 定期観光バス
  - 広田タクシー「猿遊号」 ： 4月1日 - 11月30日の毎日、湯野上温泉駅前と大内宿との間を1日5便運行している。

観光シーズンには福島県道329号湯野上会津高田線が渋滞し、国道にまで影響が及ぶことがある。会津若松方面からは、大内ダムを経由する福島県道131号下郷会津本郷線（大内宿こぶしライン）を選択した方が混まずに到達することができる。
一般車両および観光バスなどの駐車場は大内宿の南東にあり、宿場内への車の乗り入れは規制されている。観光シーズンには、より大内宿に近い有料駐車場で駐車待ちが発生する一方、大内宿から離れている無料臨時駐車場は空いている場合がある。
会津バスが大内宿を経由する路線バスを運行しているが1日数本しかなく、観光客には使い勝手が悪い。